# NADH deidrogenasi
La NADH deidrogenasi, nota anche come NADH-CoQ reduttasi, è un enzima appartenente alla classe delle ossidoreduttasi che catalizza il trasferimento di elettroni e di protoni dal NADH all'ubichinone. Non si conosce la struttura del complesso lipoproteico.
Tale complesso contiene flavin mononucleotide, un cofattore molto simile al FAD che accetta due elettroni ed un protone provenienti dal NADH e un altro protone proveniente dalla matrice.

Inoltre nel complesso I troviamo anche dei centri ferro-zolfo che sono in grado di accettare gli elettroni dall'FMNH2 e cambiando lo stato di ossidazione del  ferro, attuano il trasferimento degli elettroni dall'FMNH2 all'ubichinone, che in questo modo si riduce ad ubichinolo. I due protoni sono pompati nello spazio tra le due membrane.
NADH+ CoQ (ubichinone)+5H+ ⇄ NAD+ +CoQH2 +4 H+
Il processo di trasferimento è irreversibile in quanto nel passaggio degli elettroni dipende dai potenziali standard di riduzione, infatti ogni elettrone va incontro ad una caduta di potenziale di circa 360 mV che equivale ad un ΔG di circa -69.5 kJ/mol. Questa energia guida la trasloscazione di 4 protoni nello spazio transmembrana.